# Айзенберг, Нина Евсеевна
Нина Евсеевна Айзенберг (27 июня 1902, Москва — 19 декабря 1974, там же) — российская театральная художница, живописец.

## Биография
Дочь Евсея Моисеевича Айзенберга и Нихамы Лейбовны Черницкой. С 1918 по 1924 год училась во ВХУТЕМАСе. Чл. Московской ассоциации художников-декораторов (с 1928 по 1932 год). Участник выставок в Москве.
Урна с прахом захоронена в колумбарии Донского кладбища.

## Сценография

### Синяя блуза (театр)
- Королева ошиблась (1927)
- Метрополитен (1926)
- Стрелковые частушки (1927)
- Ким (1925)
- Раздвоение личности (1925)
- Кармен (1927)
- Октябрята
- Радио — Октябрь

### Малый театр
- Мещанин во дворянстве (1929)[2]